# Henri Charrière
Henri Charrière (* 16. November 1906 in Saint-Étienne-de-Lugdarès, Département Ardèche, Frankreich; † 29. Juli 1973 in Madrid, Spanien) war ein französischer Schriftsteller. Bekannt wurde er durch seine beiden als autobiografische Romane vermarkteten Bücher Papillon und Banco.

## Leben
Henri Charrières Leben ist in einzelnen Punkten nicht mit letzter Sicherheit zu beschreiben, da er in seinen Romanen autobiografische Elemente, historische Fakten und Fiktion schlüssig zu einem poetisch-literarischen Ganzen verbunden hat. Zweifellos sind viele Geschichten, die er nur vom Hörensagen kannte, in sein Buch eingebaut. Viele Hinweise sprechen aber dafür, dass seine Darstellungen, wenn auch nicht seinem eigenen Erleben, so doch immer der historischen Wirklichkeit entsprechen.
Charrière wurde 1906 in dem Provinzdorf Saint-Étienne-de-Lugdarès im Département Ardèche als Sohn eines Lehrerehepaars geboren. In Paris war er längere Zeit als Tresorknacker tätig, bis er innerhalb des Unterweltmilieus in einen Mord an einem Dieb und Zuhälter verwickelt wurde. Zur Strafe wurde er 1932 zu lebenslanger Verbannung nach Französisch-Guayana verurteilt. Nach Gefangenschaft in der Citadelle de Saint-Martin auf der Île de Ré war er laut eigener Darstellung ab Herbst 1933 in der Strafkolonie und sei mehrmals auf schwierigen Wegen geflüchtet, die ihn teilweise bis nach Kolumbien und Venezuela führten. Dabei habe er angeblich unter anderem für sieben Monate unter Indios gelebt; nach anderen Angaben wurde er allerdings schon Wochen nach seiner Flucht wieder festgesetzt. Im Herbst 1944 sei ihm schließlich die endgültige Flucht von der Teufelsinsel nach Britisch-Guayana gelungen, einer britischen Kolonie; Unterlagen davon ließen sich später allerdings nicht mehr finden. Nach kurzer Internierung in Venezuela soll Charrière dort am 18. Oktober 1945 endgültig freigelassen worden sein. Nach einer kleineren Odyssee durch und um Britisch-Guayana herum gelang es ihm schließlich, sich in Venezuela eine Existenz aufzubauen und die venezolanische Staatsbürgerschaft zu erwerben. Laut seinem Roman Banco lebte er wohl niemals auf völlig legale Art und Weise und war u. a. an einem missglückten Bankraub beteiligt.
1970 veröffentlichte Charrière seinen Bestseller Papillon und erlangte damit internationale Bekanntheit. Der Titel (zu dt. Schmetterling) bezieht sich auf den Spitznamen der Hauptfigur; laut einem Dialog im Roman könnte er von deren Tätowierung in Form eines Schmetterlings herrühren, der Wahrheitsgehalt dieser womöglich ironischen Behauptung bleibt aber im Roman offen.
Unter dem Eindruck des Erfolges seines ersten Buches veröffentlichte er 1972 die Fortsetzung Banco.
1971 versuchte sich Charrière auch als Schauspieler: Im Film Popsy Pop, einem Abenteuerfilm im Diamantenhändlermilieu Südamerikas, spielte er eine Hauptrolle neben Claudia Cardinale und Stanley Baker.
Charrière starb am 29. Juli 1973 in Madrid an Kehlkopfkrebs.

## Wahrheitsgehalt der Bücher und Verbrechen
2005 wurde Charrière von Charles Brunier (1901–2007), einem Exhäftling in Französisch-Guayana, beschuldigt, dass Teile der erzählten Geschichte tatsächlich nicht von ihm selbst erlebt, sondern von anderen Häftlingen einschließlich Brunier mitgeteilt worden seien. Bruniers Biographie stimmt tatsächlich in einigen Punkten mit der Biographie der Romanfigur Papillon überein, und Brunier hat sogar eine Schmetterlingstätowierung am linken Arm.
Auch die Rolle Charrières bei dem Mord in Paris, der ihn letztendlich in das Straflager gebracht hat, ist unklar. Zwar bestritt er zeitlebens, damit zu tun gehabt zu haben. Georges Ménager untersuchte indes bereits kurz nach Erscheinen des Romans den Fall, interviewte Polizisten und Rechtsanwälte und veröffentlichte 1970 sein Buch Les quatre vérités de Papillon, wonach mehrere Zeugen (nicht wie im Roman: ein einziger) Charrière belastet hätten und wenig Zweifel an der Täterschaft Charrières ließen. Andererseits sollen verschiedene Indizien darauf hindeuten, dass Charrière den wahren Mörder gekannt, ihn jedoch nie verraten habe.
In den Büchern gibt der Erzähler zumindest freimütig zu, bereits vor der Verurteilung zum illegalen milieu gehört und mindestens kleinere Vergehen begangen zu haben und sich auch in der Strafgefangenschaft bei den Strafgefangenen mit schwereren Verbrechen wohler zu fühlen und dort auch mehrere Bekannte wiederzutreffen. Weiterhin zugegeben werden ein Mord an einem Mitgefangenen, der seinen Fluchtplan verriet, und weiteres illegales Verhalten während bzw. nach den Fluchtversuchen (schwere Sachbeschädigung und Inkaufnahme von Verletzten bei Fluchtversuchen; Betrug beim Verkauf eines Schmetterlings an einen Sammler; fraglich Anstiftung oder wenigstens Toleranz der bei ihm angestellten Tänzerinnen eines „Cabarets“, die die Flaschen der Gäste heimlich teilweise ausschütteten, um den Konsum zu steigern; ein versuchter und missglückter Bankraub und ein Juwelenraub, sowie Falschspiel mit manipulierten Würfeln).

## Werke
Henri Charrière schrieb die zwei autobiografischen Romane Papillon und Banco.
Papillon
Inhalt ist sein abenteuerliches Leben vom Anfang seiner Inhaftierung 1933 an bis zu seiner Freilassung in Venezuela 1945. Dabei stellen seine packend geschilderten Fluchtversuche sicher die Höhepunkte der Handlung dar. Schonungslos wird in diesem Roman vor allem die Grausamkeit, mit der die Häftlinge in den Straflagern Französisch-Guayanas behandelt wurden, beschrieben.
Das Buch war vom 20. Juli bis zum 2. August und vom 21. bis zum 27. September 1970 auf dem Platz 1 der Spiegel-Bestsellerliste.
Die Romanverfilmung erfolgte bereits im Jahr 1973 unter dem Originaltitel Papillon.
Die Titelrolle spielt Steve McQueen. In weiteren Rollen treten Dustin Hoffman und Anthony Zerbe auf. Den Erfolg des Films erlebte Charrière nicht mehr, da der Film erst am 16. Dezember 1973 seine amerikanische Premiere hatte, während er rund ein halbes Jahr früher starb.
Im Kurzfilm The Magnificent Rebel ist ein Interview mit ihm bei dem Dreh zum Film zu sehen.
2017 entstand ein Remake unter der Regie von Michael Noer. Die Hauptrollen übernahmen Charlie Hunnam und Rami Malek.
Banco
Die Fortsetzung erzählt Charrières Leben von der Zeit der Freilassung bis zum Anfang der 1970er Jahre. Der Titel dieses Buches beruht auf folgender Begebenheit: Charrière hat im venezolanischen Busch zusammen mit einem anderen ehemaligen Sträfling von Französisch-Guayana Würfelgewinnspiele unter den dortigen Diamantensuchern organisiert. „Banco“ bedeutete, ich setze auf die Bank. „Banco solo“ bedeutete: Ich setze alles auf die Bank, also volles Risiko. Entsprechend liest sich auch dieses Buch: Ein Leben voller Risiken.
Das Buch war vom 2. Juli bis zum 19. August 1973 auf dem Platz 1 der Spiegel-Bestsellerliste.
Nach Angaben von Zeitgenossen hat Charrière in seinen beiden Büchern so manches (dazu-)erfunden bzw. die Tatsachen zu seinen Gunsten geändert.